# Porta San Marco (Siena)

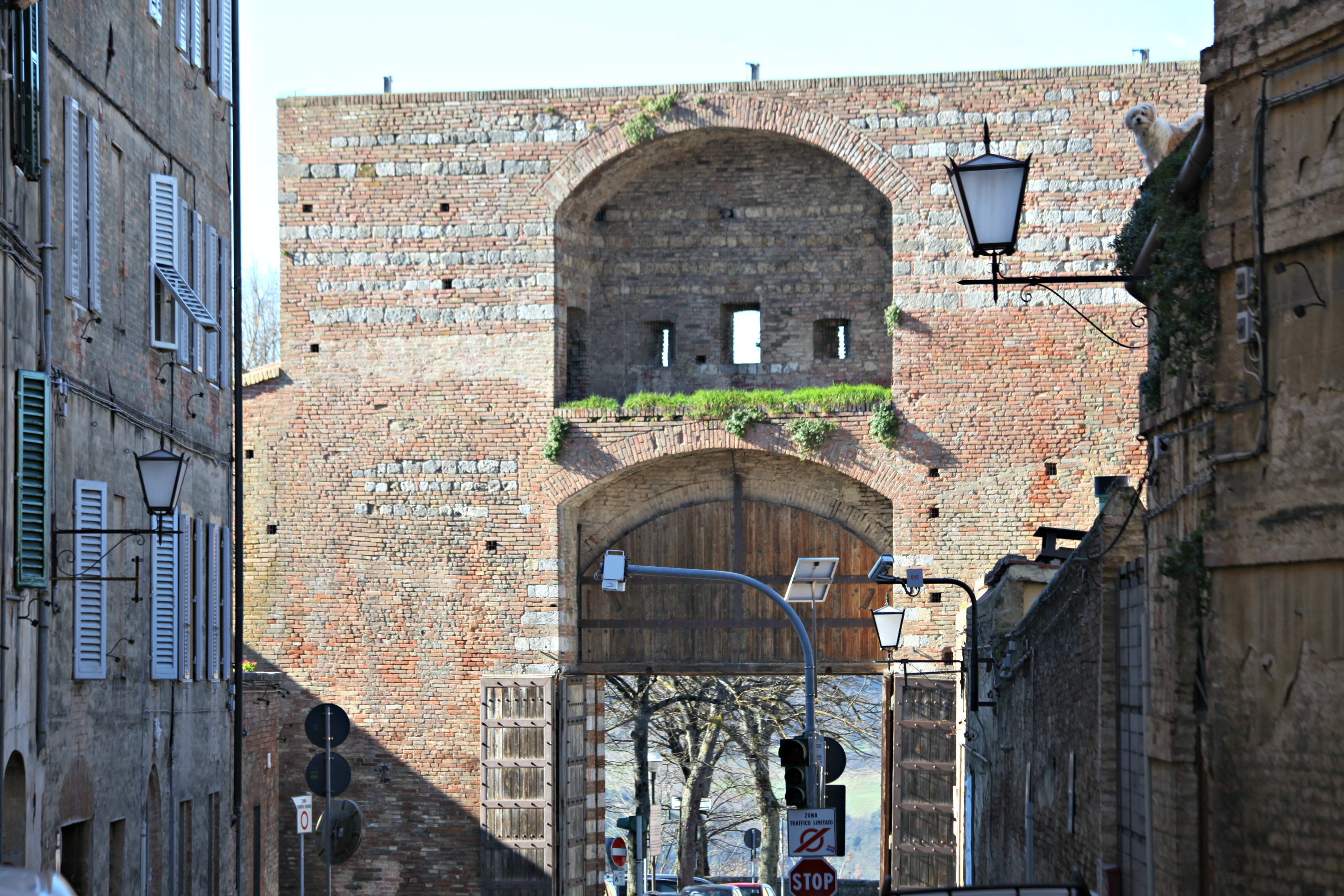
Porta San Marco vista dall'interno della città

Porta San Marco di Siena si trova in fondo a via San Marco.

## Storia e descrizione
Lo scomparso oratorio di San Marco si trovava all'inizio dell'omonima via. La porta, detta anche delle Maremme, fu aperta nella cinta negli stessi anni di Porta Tufi (1325-1326) e potenziata nel XVI secolo da Baldassarre Peruzzi. Le fortificazioni cinquecentesche vennero però demolite nell'Ottocento, per ricavare il piazzale Biringucci e ampliare la via verso Grosseto.
A pochi metri dalla Porta, incamminandosi verso il centro, si trovano chiesa e convento di Santa Marta, in parte da restaurare, dove ha sede l'Archivio Storico del Comune di Siena.